# Rejon birczański
Rejon birczański (ukr. Бірчанський район) – jednostka podziału administracyjnego Ukraińskiej Socjalistycznej Republiki Radzieckiej (rejon) w Związku Socjalistycznych Republik Radzieckich w latach 1940–1941 i 1944–1945. Należał do obwodu drohobyckiego. Siedziba władz rejonu znajdowała się w Birczy, gdzie umieszczono też bazę wojskową Armii Czerwonej, 92 Oddziału Pogranicznego NKWD.
Rejon birczański został utworzony 17 stycznia 1940 na podstawie dekretu Prezydium Rady Najwyższej USRR o podziale na rejony zachodnich obwodów USRR, kiedy to w obwodzie drohobyckim utworzono 30 rejonów, między innymi przemyski. Rejon objął obszary na wschód i na południe od linii Sanu:
- całą gminę Bircza;
- całą gminę Kuźmina;
- całą gminę Żohatyn;
- prawobrzeżną część gminy Dubiecko (gromady Iskań, Polchowa i Sielnica oraz prawobrzeżną część Ruskiej Wsi);
- prawobrzeżną część gminy Krzywcza (gromady Bachów, Chyrzyna i Kupna);
- prawobrzeżną połowę gminy Nozdrzec (gromady Dąbrówka Starzeńska, Dylągowa, Siedliska, Poręby i Wołodź);
- prawobrzeżną część gminy Dydnia (gromady Hroszówka, Jabłonica Ruska i Ulucz);
- prawobrzeżny fragment gminy Dynów (gromady Bartkówka i Pawłokoma).

Obszary te należały przed wojną do powiatów przemyskiego i brzozowskiego w województwie lwowskim.
Rejon birczański przestał istnieć wraz z wybuchem wojny niemiecko-radzieckiej 22 czerwca 1941. Jego tereny weszły głównie w skład Landkreis Przemysl oraz częściowo Landkreis Krosno dystryktu krakowskiego Generalnego Gubernatorstwa.
Rejon birczański został odtworzony 31 lipca 1944, po zajęciu tych terenów przez Armię Czerwoną.
W marcu 1945, w wyniku wytyczenia granicy między ZSRR a Polską, cały rejon birczański wszedł w skład Polski, gdzie został włączony do reaktywowanego powiatu przemyskiego oraz częściowo do powiatu brzozowskiego; oba weszły w skład utworzonego 18 sierpnia 1945 woj. rzeszowskiego.